# Dainis Īvāns
Dainis Īvāns (25. september 1955 i Madona i Lettiske SSR) er en lettisk politiker og journalist.
Īvāns var Letlands Folkefronts formand i perioden fra 1988 til 1990; senere redaktør for tidsskriftet "Literatūra. Māksla. Mēs" (Litteratur. Kunst. Os) og formand for Latvijas Sociāldemokrātiskā Strādnieku partija (Letlands Socialdemokratiske Arbejderparti) fra 2002 til 2005. Siden 2006 er han næstformand for samme parti.
Fra 2001 til 2009 var Īvāns medlem af Rigas Byråd; fra 2001 til 2005 var han leder for dennes udvalg for kultur, kunst og religiøse forhold, og fra 2006 for miljøudvalget.
Dainis Īvāns er siden den 4. december 1995 Kommandør af Trestjerneordenen.